# Чунібьо
Чюнібьо (яп. 中二病) — японський розмовний термін, який зазвичай використовується для опису юних підлітків, котрі мають грандіозні марення, відчайдушно хочуть виділитися або переконали себе, що мають приховані знання або таємні сили. Чюнібьо перекладається як «синдром другого року» (тобто, другий рік середньої школи), його також називають «синдром восьмикласника» в інших країнах.

## Історія
Цей термін вперше використав японський комік Хікару Іджуїн у 1999 році. Дитячі прагнення учнів початкової школи він описав так, ніби це був якийсь синдром, яким він заразився. Іджуїн зробив заяву, у якій заперечував цю ідею в 2009 році, оскільки вона перетворилася з легковажного зауваження на річ, яка серйозно вивчалася в психології. У 2008 році Хьоя Саегамі написав книгу під назвою Chūnibyō Toriatsukai Setsumei Sho(中二病取扱説明書), або «Посібник користувача Чюнібьо», в якій він визначає три типи чюнібьо:«DQN», які діють як правопорушники; «субкультура», які йдуть всупереч тенденціям, та «лихе око», які прагнуть мати суперсили.

## Спадщина
Літературознавець Босі Чіно висловив бажання дати роману «Дон Кіхот» підзаголовок «Чюнібьо, починаючи з 50 років» через порочне коло, яке спостерігається у творі, що характеризується «поглядом головного героя на світ крізь рожеві окуляри», змушуючи «людей навколо себе підігравати, щоб уникнути заперечення його марень, але зрештою лише змушуючи головного героя все більше і більше піддаватися цим маренням».